# کف‌پوش

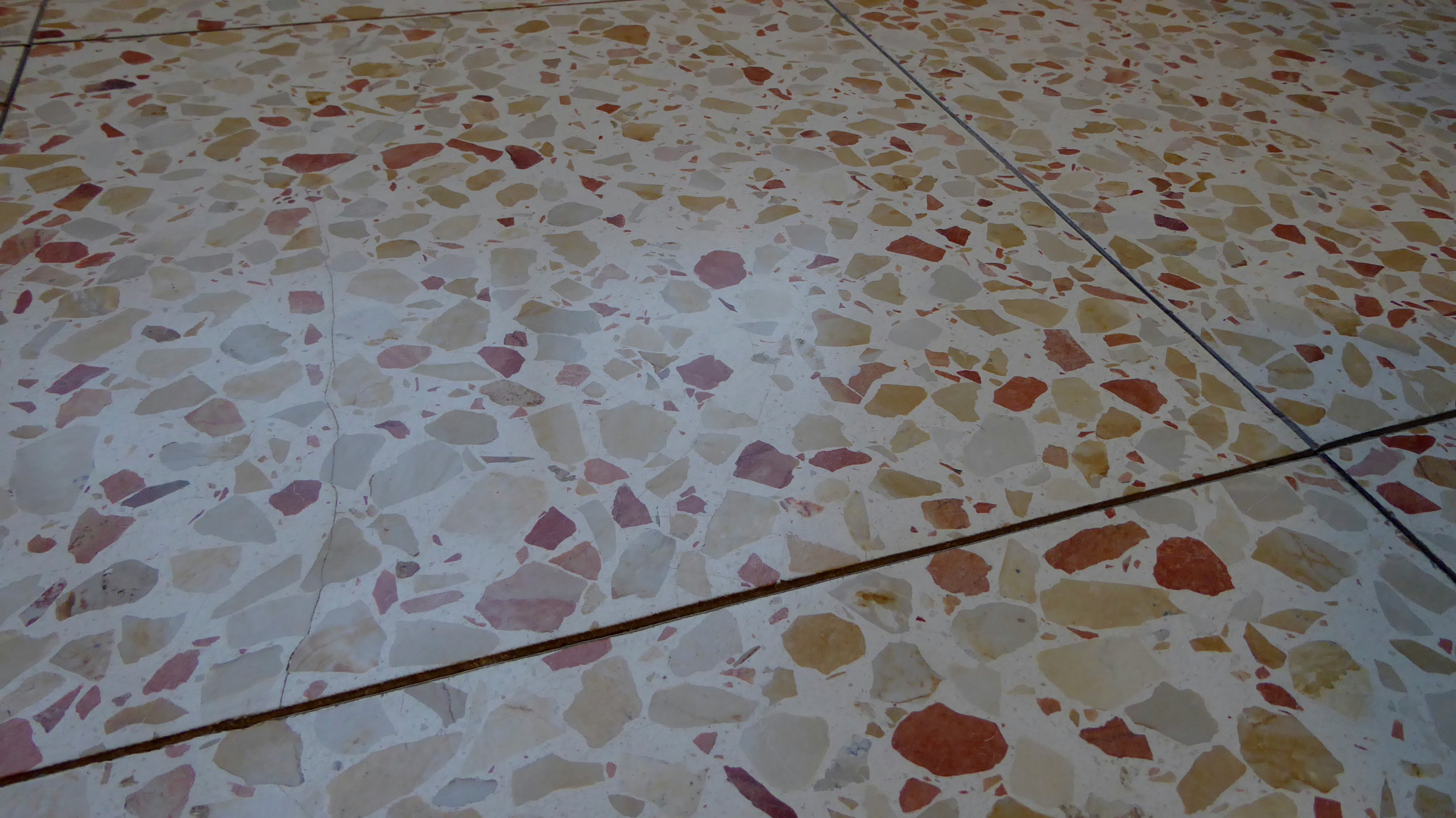
کف‌پوش

کف‌پوش به رویه‌ها و لایه‌هایی که بر روی کف یک ساختمان یا هر مکان دیگر پوشانده شود می‌گویند. کفپوش‌ها در شاخه‌ای از صنعت ساختمان به نام کف‌سازی کاربرد دارند. ریشهٔ انگلیسی کفپوش (Pavement)  از واژهٔ لاتین Pavimentum به معنی کف یا سطح کوبیده شده یا منفجر به روش پیاده‌رو قدیمی فرانسوی است. معنای کف/سطح کوبیده شده، قبل از تبدیل شدن آن به یک واژهٔ انگلیسی منسوخ شده بود.

## کاربردها
کف‌پوش به عنوان یک پوشش برای پوشاندن کف و سطوح در محوطه‌های باز (بیرون از ساختمان)، داخل ساختمان و کارهای عمرانی استفاده می‌گردد. کف‌پوش‌ها در بسیاری از زمین‌های ورزش و همچنین برخی استخرها (برای جلوگیری از سُر خوردن) به‌کار می‌روند. در برخی زمین‌های فوتبال از کف‌پوش‌های چمن‌نما استفاده می‌شود. در خودروها نیز به منظور جلوگیری از ارتعاش، راحتی پا، نظافت و … از کفپوش‌هایی از جنس الیاف پلی‌پروپیلن استفاده می‌شود.

## انواع کف‌پوش
کفپوش‌ها بنا به جنس مادهٔ به‌کار رفته می‌تواند در انواع زیر باشد:
- در ساختمان‌های مسکونی:

سنگ (مرمر، گرانیت و غیره)، لاستیک، پی‌وی‌سی، کاشی، چوب (پارکت)، مخمل، موکت، فرش، نمد، گلیم و غیره.
- در صنعت:

پشم شیشه، نایلون، چوب‌پنبه، پشم، ورقه (فلزی)، وینیل، سیمان، بتن، کفپوش‌های رزینی و…
کفپوش‌ها بنا به کاربردشان به گونه‌های زیر بخش می‌شوند:
- کفپوش حفاظتی
- کفپوش گرمایشی
- کفپوش متحرک
- کفپوش پُرزدار
- کفپوش پی‌وی‌سی

مصالحی که به‌عنوان کف‌پوش مورد استفاده قرار می‌گیرد شامل آسفالت، بتن (سنگفرش)، سنگ طبیعی، قلوه‌سنگ ،سنگ مصنوعی، آجر، کاشی و گاهی چوب است. در معماری و طراحی فضاهای باز، کفپوش به‌عنوان یک پوشش سفت و محکم در پیاده‌روها، سطح جاده‌ها، پاسیو ، حیاط و غیره استفاده می‌گردد.
استفاده از کف‌پوش تحت یک الگوی (طراحی) خاص مثل موزائیک عموماً توسط رومیان استفاده می‌شد.

#### کف‌پوش پی‌وی‌سی (PVC)
کفپوش PVC ، یک نوع پلاستیک فشرده است ( ساخته شده از پلی وینیل کلراید)که برای پوشش کف استفاده می‌شود. این کفپوش‌ها ترکیبی از پی وی سی و کربنات کلسیم هستند و طرح و رنگ‌های مختلفی مانند پارکت لمینیت دارند. ضخامت‌های مختلفی از کفپوش PVC، شامل 2 و 3 میلی‌متر و 4 میلی متر، به صورت تایلی و رولی در بازار موجود است و قابل استفاده در منازل، بیمارستان‌ها، ادارات و سایر مکان‌ها می‌باشد. این نوع کفپوش‌ها قابلیت شست‌وشو دارند و برای نصب آن‌ها از چسب صنعتی استفاده می‌شود. البته برخی دیگر از کفپوش های پی وی سی هستند تحت عنوان LVT که همانند پارکت لمینت در هم کلیک می‌شوند و نیاز به چسب ندارند.

## کف‌پوش، سنگ‌فرش، پازل

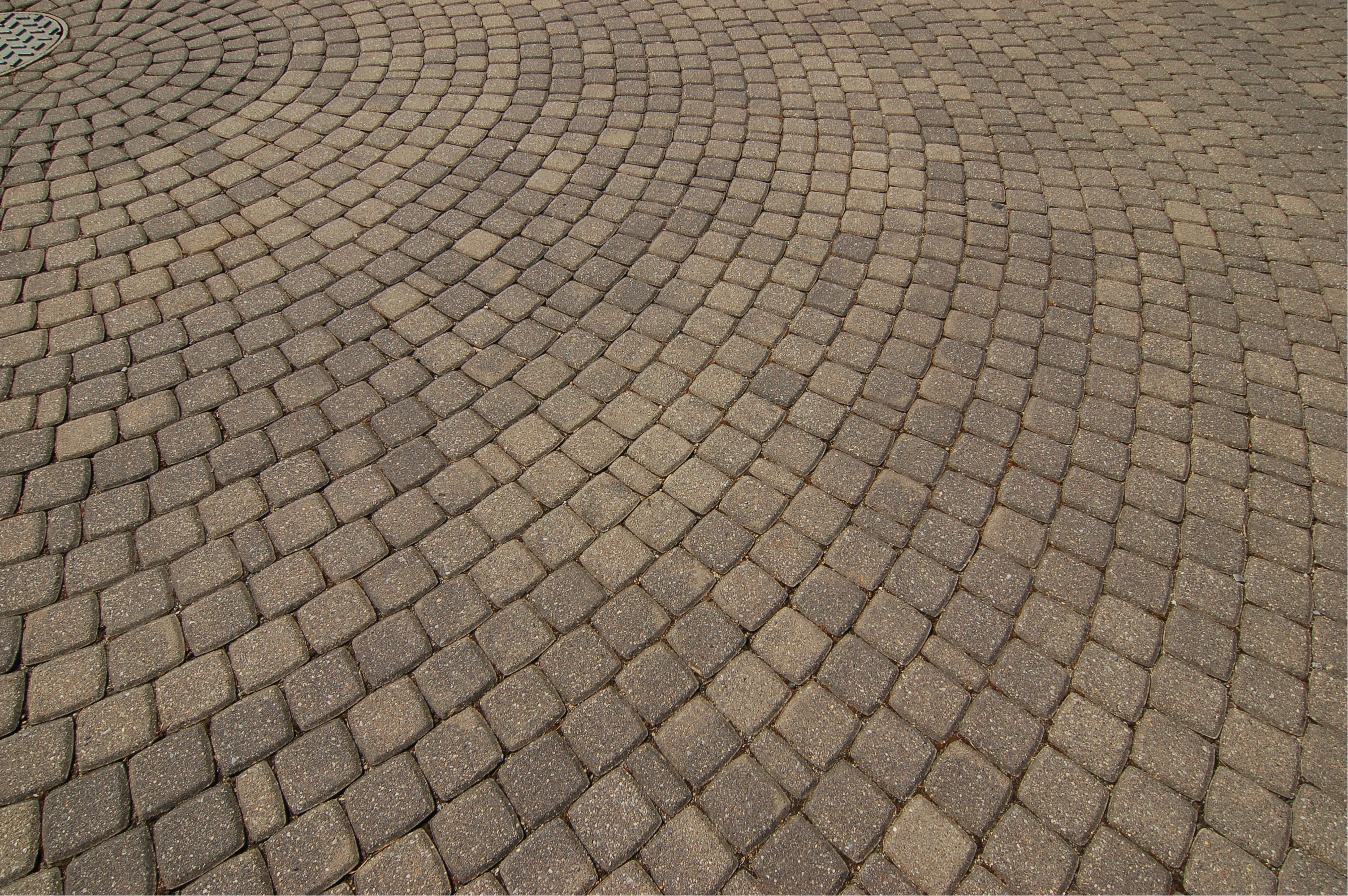
استفاده از کف‌پوش بتنی در یک الگوی دایره‌ای

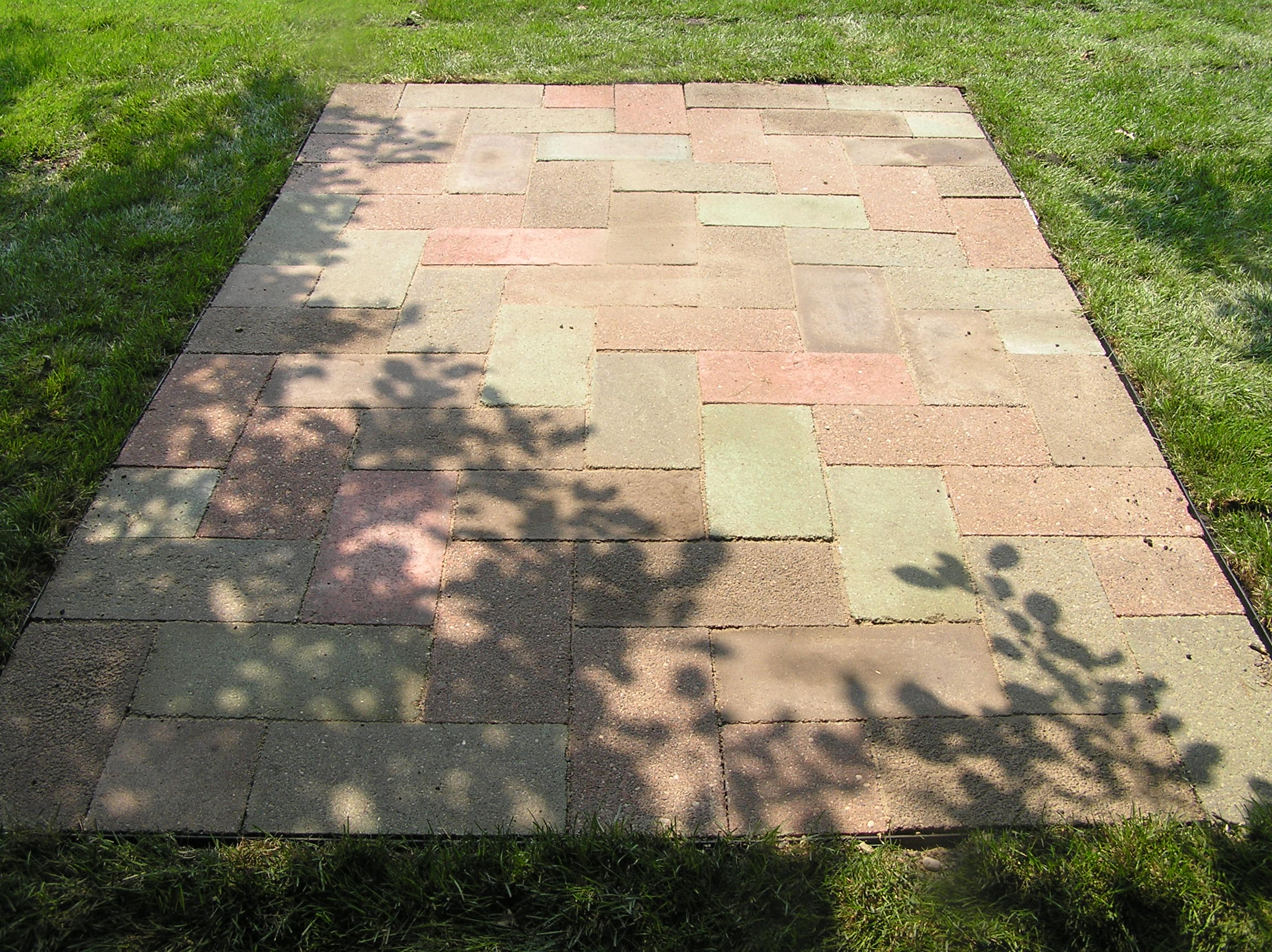
استفاده از کف‌پوش بتنی در یک الگوی مستطیل شکل

کفپوش‌هایی از قبیل سنگ‌فرش، کاشی، آجر و آجر بتنی عموماً به‌عنوان پوشش سطوح در فضای باز استفاده می‌شوند. سنگ‌فرش‌های بتنی در کارخانه، از طریق درآمیختن بتن با برخی ترکیبات رنگی و ریختن در قالب و گرفتن شکل قالب ساخته می‌شوند.
نحوهٔ اجرا و زیرسازی بدین صورت است که ابتدا یک بتن استاندارد به‌عنوان پوشش اولیه ریخته شده و روی آن شن و ماسه پخش‌شده و بعد سنگ‌فرش، مطابق الگوی مناسب روی آن اجرا و چیده می‌شود.
هیچ نوع چسب یا ملاتی غیر از وزن خود سنگ‌فرش و لبه‌های آن به‌عنوان نگهدارندهٔ آن‌ها استفاده نمی‌شود. از سنگ‌فرش‌ها می‌توان برای ساخت جاده‌ها، ورودی ماشین روی خانه‌ها، پاسیو، پیاده‌رو و هرگونه معابر در فضای باز استفاده کرد.

## کفپوش اپوکسی
کفپوش اپوکسی یکی از بهترین گزینه‌ها برای محیط‌های صنعتی و تجاری محسوب می‌شود، اما شناخت مزایا و معایب آن قبل از خرید و اجرا بسیار مهم است. اگر به دنبال دوام بالا، مقاومت عالی و نگهداری آسان هستید، کفپوش اپوکسی می‌تواند انتخاب مناسبی باشد.انواع کفپوش اپوکسی شامل اپوکسی خودتراز، آنتی استاتیک، دکوراتیو و صنعتی است. انتخاب نوع مناسب بستگی به نیاز و محیط اجرایی دارد.
- اپوکسی خودتراز: مناسب برای محیط‌های صنعتی و بیمارستانی
- اپوکسی آنتی استاتیک: ایده‌آل برای محیط‌های حساس به الکتریسیته ساکن
- اپوکسی دکوراتیو: گزینه‌ای عالی برای فضاهای مسکونی و تجاری
- اپوکسی صنعتی: مقاوم‌ترین نوع برای استفاده در محیط‌های سنگین

### بتن به‌هم پیوسته

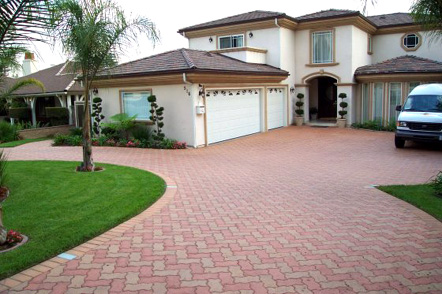
سنگفرش با الگوی درهم قفل‌شده در مسیر ماشین‌روی خانه

یکی از انواع کفپوش‌ها، مدل در هم قفل شونده است. این نوع خاص از کف‌پوش، که به‌عنوان کف‌پوش چندتکه نیز شناخته می‌شود، در طول دو دههٔ اخیر به‌عنوان یک جایگزین پرکاربرد برای آجر و بتن در ایالات متحده ظهور کرده‌است.
سنگ‌فرش‌های چندتکه‌ای برای هزاران سال استفاده می‌شدند. جاده‌هایی که رومیان با استفاده از سنگ‌فرش ساخته‌اند هنوز هم وجود دارد؛ ولی استفاده از آن‌ها از اواسط سال ۱۹۴۰ که کف‌پوش‌ها با بتن تولید شدند منسوخ شد. استفاده از آن‌ها از کشور هلند آغاز شد تا تمام جاده‌های ساخته شده انعطاف‌پذیر باشند زیرا این کشور زیر سطح دریا قرار دارد و زمین آن حرکت می‌کند، جابه‌جا می‌شود و نشست می‌کند. بتن‌ریزی گزینهٔ خوبی نیست زیرا ترک خواهد خورد. قطعه‌های جداگانهٔ سنگ‌فرش که به‌جای بتن در ماسه نصب می‌شوند خیلی بهتر از بتن کارایی دارند. قبل از این‌که کف‌پوش از بتن ساخته شوند از سنگ واقعی یا آجرهای تولیدی با خاک رس استفاده می‌شد.
نخستین سنگ‌فرش بتنی دقیقاً به شکل آجر با ابعاد ۱۰ × ۲۰  سانتی‌متر ساخته شد و این مدل به‌نام سنگ هلند نام‌گذاری شد و هنوز هم هست. این مدل آجری به مدلی بسیار محکم و مقرون به صرفه تبدیل شد.

### کف‌پوش از جنس سنگ
کف‌پوش‌های سنگی نوع دیگری از کف‌پوش است. این نوع از کف‌پوش‌ها به دلیل ارزش بالایی که به دلیل زیبایی دارند و همچنین استحکام و دوام بالا، به‌طور گسترده در ساختمان‌ها و محوطه سازی‌ها استفاده می‌شوند. کفپوش‌های سنگی از انواع سنگ‌ها از جمله: تراورتن، سنگ آهکی، بازالت،ماسه سنگ و گرانیت ساخته می‌شوند..
تراورتن به دلیل با دوام بودن و داشتن تخلخل کمتر نسبت به دیگر سنگ‌ها، در مقابل نور مستقیم خورشید خنک می‌ماند به همین دلیل به عنوان انتخاب محبوب برای استفاده در استخر، پاسیو و گردشگاه‌ها و مناطق تفریحی تبدیل شده‌است. تراورتن در مقابل نمک مقاوم است و نور خورشید را کمتر منعکس می‌کند. کفپوشهای گرانیتی برای استفاده در فضاهای باز بسیار مناسب است؛ چرا که بسیار مستحکم و متراکم می‌باشد و در مقابل سایش بسیار مقاوم می‌باشد. کفپوش‌های آهکی از برش بلوک‌های سنگ آهک طبیعی که از صخره‌های رسوبی در کوه‌ها و بستر دریاها استخراج می‌شود، ساخته می‌شوند.
سنگ آهک به دلیل داشتن تنوع رنگ طبیعی مورد استقبال است. کف‌پوش‌های ماسه‌ای از سنگ طبیعی مشتق شده و برای استفاده در پیاده‌رو، پاسیو و حیاط کاربرد دارد.

## بتن منقش (استامپی)
بتن منقش یا همان بتن استامپی یکی از انواع بتن‌های دکوراتیو بوده که به عنوان کفپوش صلب و مقاوم با ظاهری شکیل و متنوع قابل اجرا خواهد بود. بتن منقش کف پوش‌های بتنی هستند که در آنها بتن، پس از تخلیه و تسطیح، توسط قالب‌هایی که به استامپ یا مهر معروف است طرح دار شده و ظاهری همچون سنگ‌فرش یا طرح‌های مختلف دیگر را پیدا خواهد کرد. کاربرد بتن منقش به‌طور عمده در فضاسازی‌های خارجی بوده و به دلیل ویژگی‌ها و مشخصات ظاهری کمتر در فضاهای مسقف مورد استفاده قرار می‌گیرد.
بتن منقش به‌طور عمده در پیاده‌روسازی، محوطه سازی پارک‌ها و ویلاها، پیست‌های دوچرخه سواری تفریحی، لاین‌های پیاده‌روی و تمام بخش‌هایی که زیبایی یک کف‌پوش با ظاهری نزدیک به طبیعت مانند کف‌پوش‌های سنگ‌فرش مورد نظر بوده و در عین حال مقاومت، یکپارچگی و عملکرد مناسب کف‌پوش در برابر عوامل جوی در طول زمان مد نظر باشد مورد استفاده قرار خواهد گرفت.

## کفپوش اپوکسی
پولی پوکساید یا همان اپوکسی یک نوع بسپار ترموست یا به عبارت روان‌تر نوعی گرما سخت است که از ترکیب و فعل و انفعالات دو جزء اصلی اپوکساید رزین و سخت‌کننده‌ها که به هاردنر معروف هستند تشکیل می‌گردد. رزین اپوکسی از تکپارها که مولکول‌های واحدی هستند و از به هم پیوستن آنها بسپارها یا همان پلیمرها که مولکول‌های بزرگ را تشکیل می‌دهند.کف‌پوش اپوکسی دارای گسترهٔ بالایی بوده و در کاربری‌های صنعتی، بهداشتی و دکوراتیو مورد استفاده قرار می‌گیرد.
این کف‌پوش در برابر تابش مستقیم نور آفتاب آسیب‌پذیر بوده و دچار رنگ‌پریدگی خواهد شد.
کفپوش اپوکسی دارای زیرمجموعه‌های متعددی از قبیل اپوکسی دکوراتیو، اپوکسی آنتی استاتیک، اپوکسی گرانیت، اپوکسی ضد اسید، اپوکسی آنتی داست یا ضد گرد و غبار و اپوکسی سه‌بعدی می‌باشند.

### کف‌پوش PVC
پلی وینیل کلراید Poly Vinyl Chloride یا PVC نوعی از مواد پلاستیکی بسیار پرکاربرد از مشتقات نفتی است. این محصول بسیار مقاوم و منعطف است. کف‌پوش پی‌وی‌سی ترکیبی است از مواد فشردهٔ پی‌وی‌سی، فیبر و چند لایهٔ دیگر که حاصل آن محصولی نازک، زیبا و مقاوم است. این نوع کف‌پوش کاملاً ضدآب بوده و دلیل شباهت ظاهری به پارکت لمینت در مکان‌هایی که نمی‌توان از پارکت لمینت استفاده کرد جایگزین آن می‌شود. این محصول به صورت رولی و تایلی به وسیله چسب به سطوح چسبانده می‌شود. بهترین چسب برای نصب این کفپوش چسب غلیظ معروف به چسب چهار هشت می‌باشد. (۸۸۸۸)

## نگارخانه

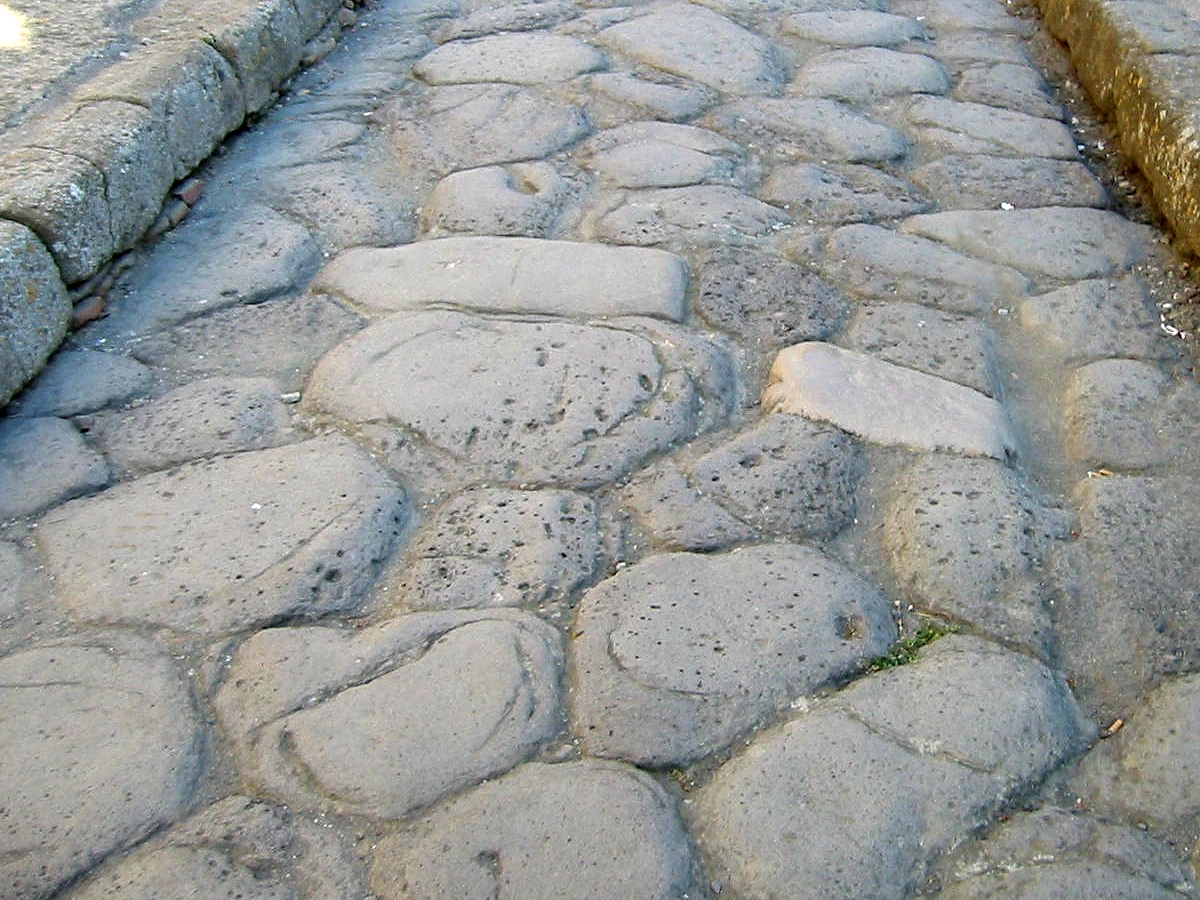
سنگ‌فرش پیاده‌روی رومی در هرکولانیوم
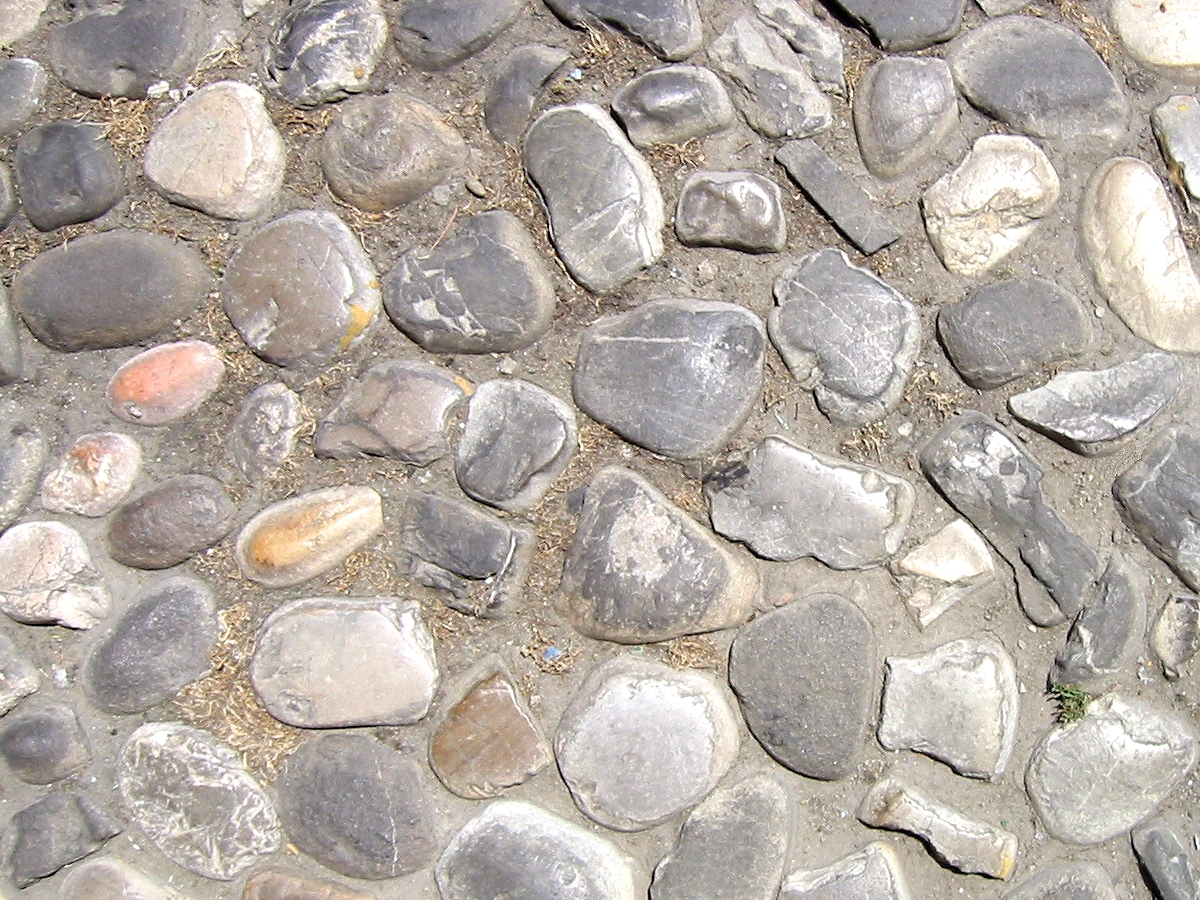
سنگ‌فرش پیاده‌رو در ایتالیا
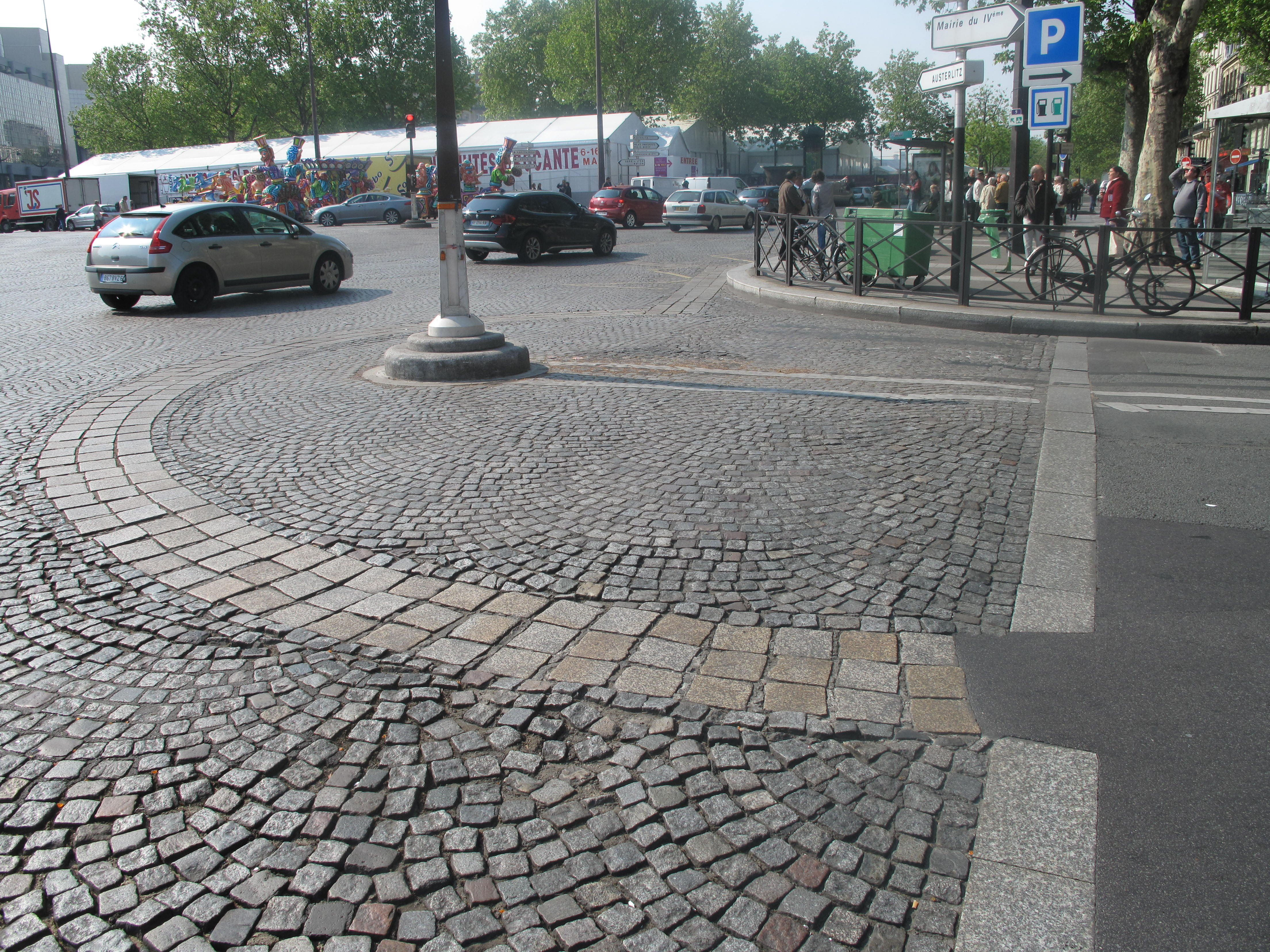
سنگ‌فرش پیاده‌رو در پاریس
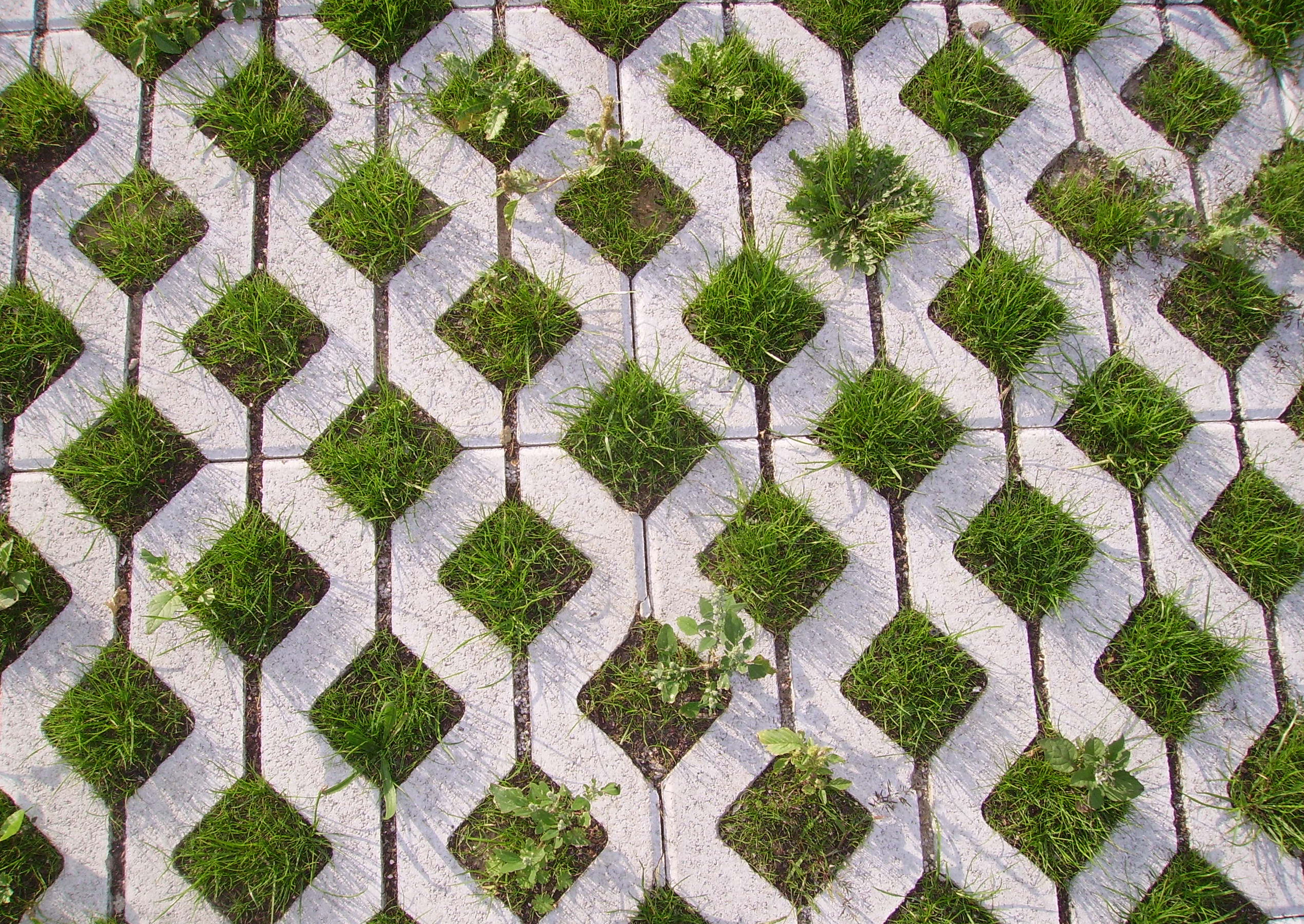
نفوذ پیاده‌رو
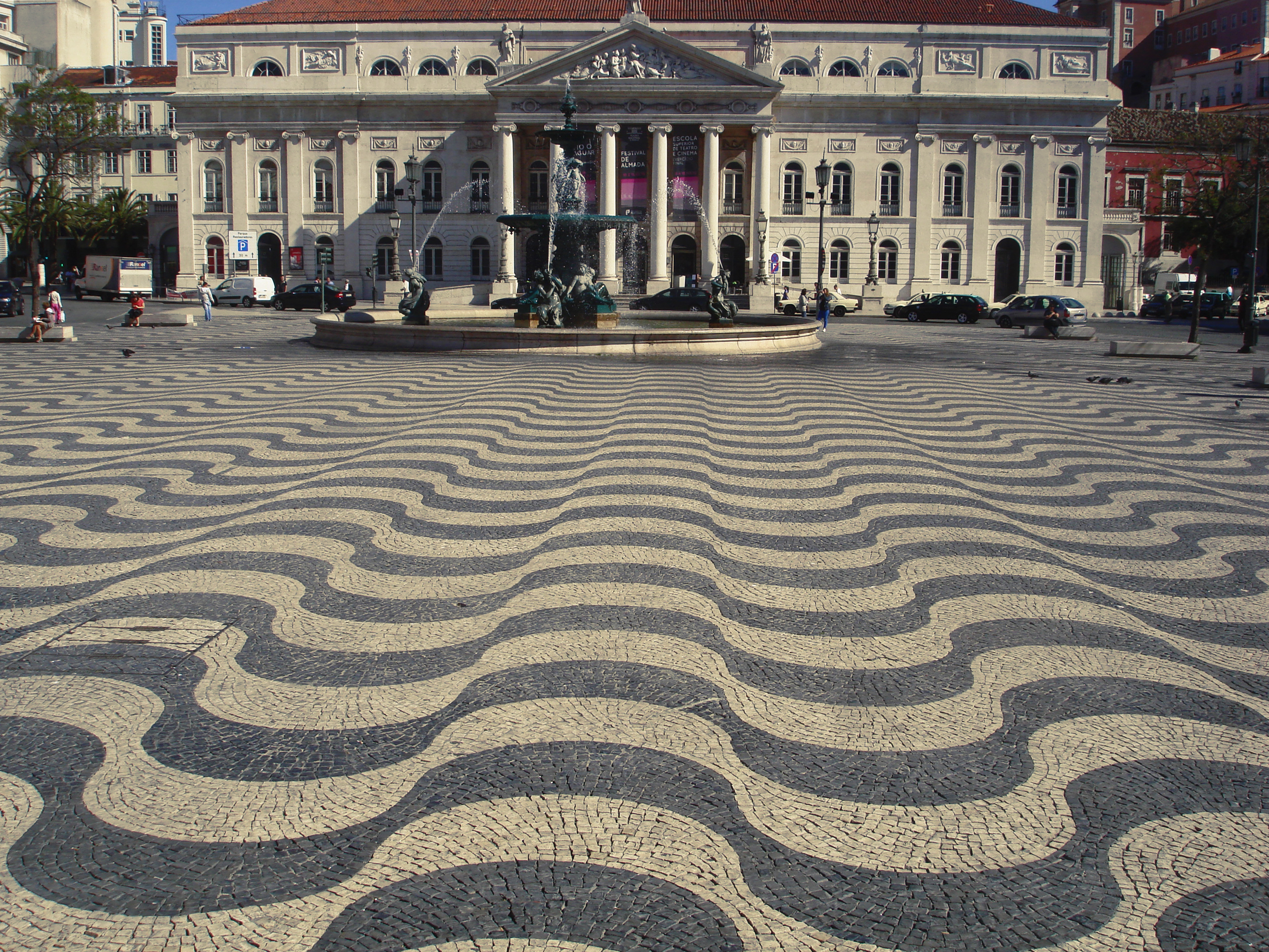
کف‌پوش پیاده‌رو از بازالت سیاه و سفید و سنگ آهک در لیسبون، پرتغال
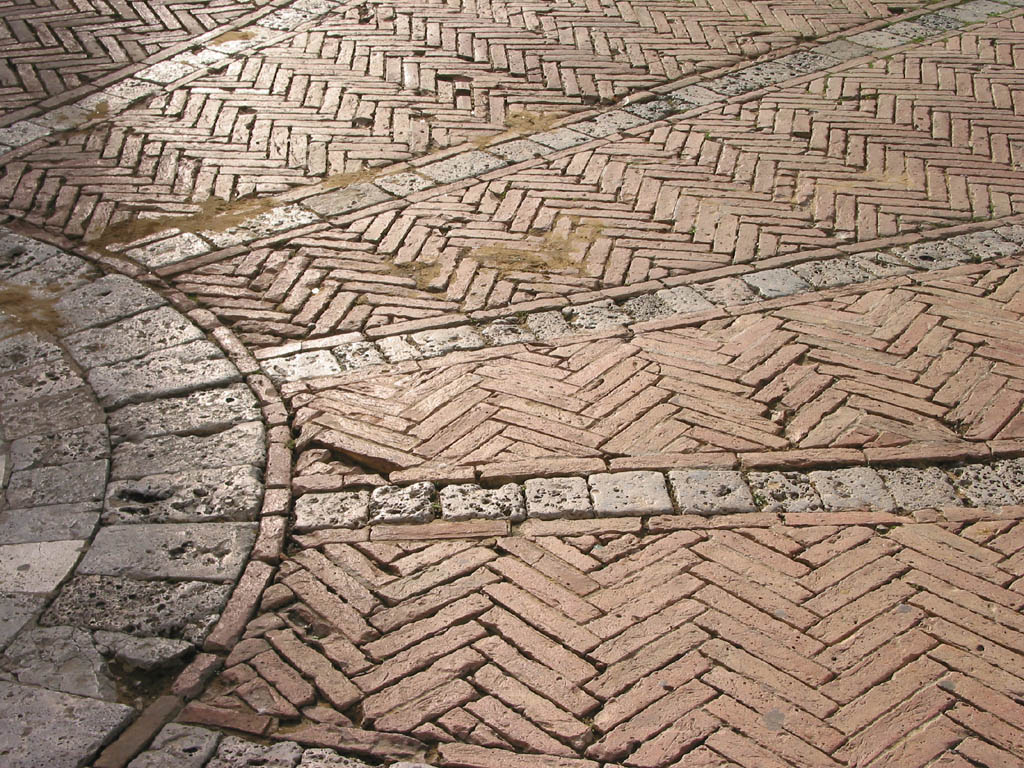
آجر فرش در پیازا دل کامپو،  سینا
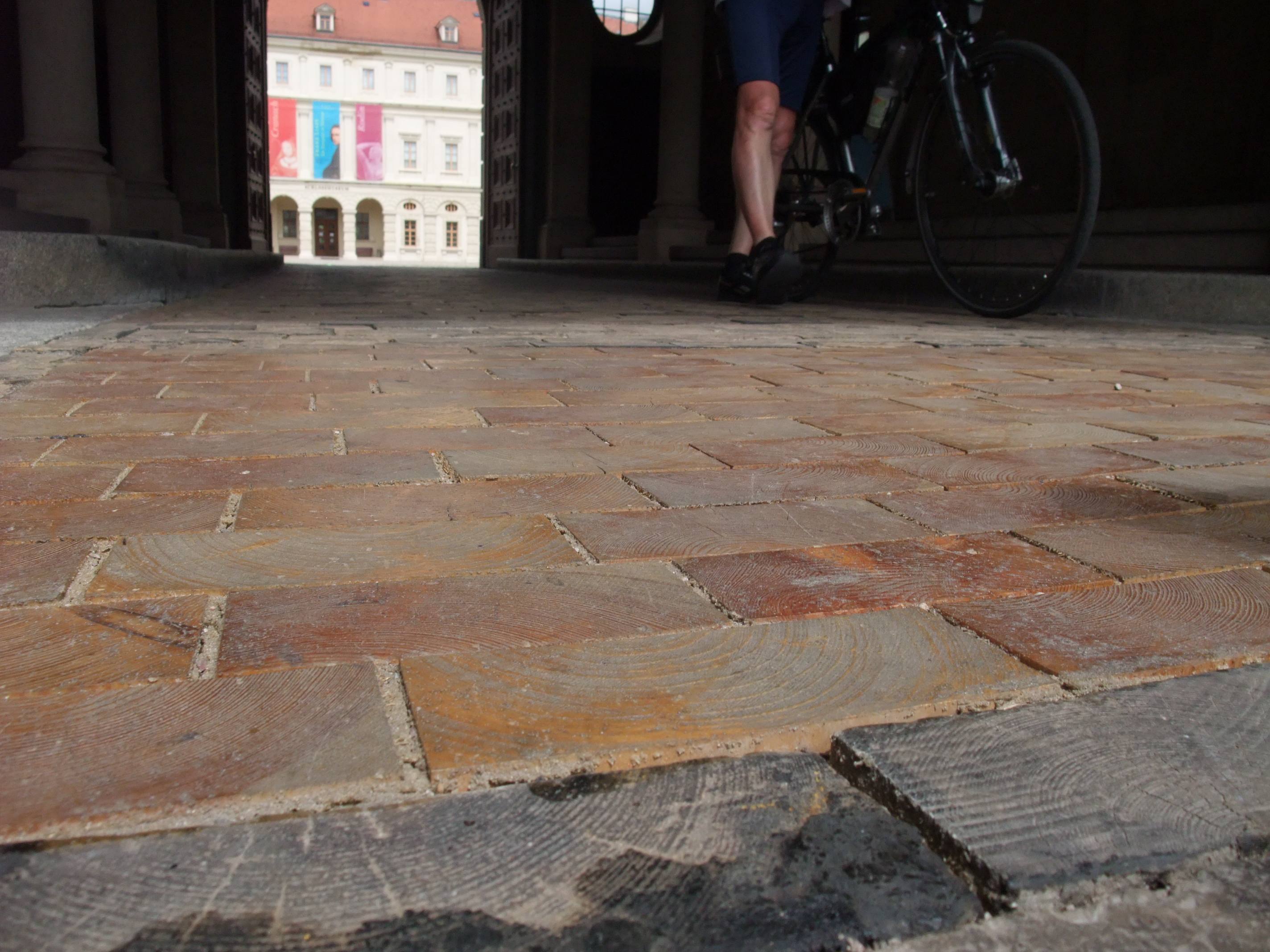
سنگ‌فرش چوبی استفاده شده در داخل خانه
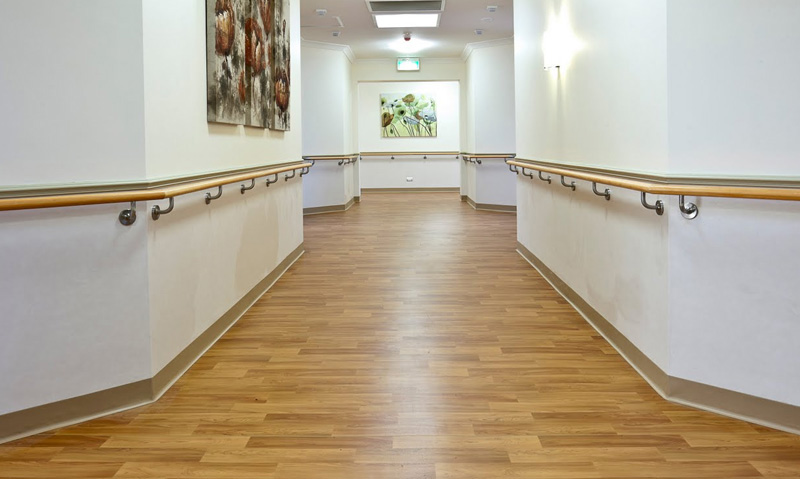
کف‌پوش پی‌وی‌سی